# Austrelatus mimika
Austrelatus mimika (лат.) — вид жуков-плавунцов рода Austrelatus из подсемейства Copelatinae (Dytiscidae). Новая Гвинея. Вид назван в честь поселения Мимика (Mimika Village) в индонезийской провинции Папуа, где обнаружена типовая серия.

## Распространение
Встречается на острове Новая Гвинея: в Индонезии (провинция Папуа: Kabupaten Mimika, 04°30.330’S, 136°46.53’E, на высоте 24 м).

## Описание
Мелкие жуки-плавунцы, длина около 5 мм. Представителей можно отличить от близких видов по следующей комбинации признаков: надкрылья с 11+1 бороздками (субмаргинальная бороздка присутствует); надкрылья с выемчатой сзади базальной полосой, образованной тремя сливающимися пятнами; левая часть дорсального склерита срединной доли эдеагуса такой же длины, как правая, с боковым гребнем, прерванным на короткую апикальную и длинную и очень широкую базальную части; склеротизованный участок левой вентральной доли короче левой дорсальной доли, широкий, с крупным, угловатым расширением слева медиально и с длинным, тонким, крючковидно изогнутой влево вершиной. Жуки с желтовато-красной головой, боками пронотума и на надкрыльях с базальной полосой и вершинным пятном, соединённым с узкой боковой полосой. Переднеспинка тёмно-коричневая на диске (иногда только небольшой участок) и бледнее к бокам, на них желтовато-красная. Надкрылья килеватые, с отчётливой желтовато-красной базальной полосой, зазубренной на заднем крае, не доходящей до шва и бокового края, из-за слияния трёх пятен на основании надкрылий; надкрылья с отчётливым, удлинённым, крупным вершинным пятном, соединяющимся с узкой боковой полосой. Щитик жёлтый до коричневого.